# النساء في جمهورية التشيك
يمكن إرجاع تاريخ وخصائص وتطور وأنساب النساء في الوقت الحاضر في جمهورية التشيك إلى قرون عديدة قبل إنشاء الدولة المعروفة الآن باسم جمهورية التشيك لقد نشأوا من أسلاف المستوطنين السلافيين الذين كان لديهم اقتصاد يعتمد في المقام الأول على الزراعة، العديد من النساء التشيكيات لديهن وظائف بدوام كامل وفي نفس الوقت يركزن أيضًا على مسؤولياتهن كربات منزل، مما يمنح أنفسهن «إحساسًا عاليًا بالفعالية والاستقلالية الشخصية» داخل المجتمع التشيكي.

## الحقوق الإنجابية والحياة الأسرية
معدل وفيات الأمهات في جمهورية التشيك هو 5 وفيات / 100,000 ولادة حية (اعتبارًا من عام2010)، يبلغ معدل الإصابة بفيروس نقص المناعة البشرية / الإيدز 0.05٪ من البالغين (الذين تتراوح أعمارهم بين 15 و 49عامًا) - تقديرات عام 2013، ويبلغ معدل الخصوبة الإجمالي 1.43 طفل / امرأة (تقديرات عام2014)، وهو من أدنى المعدلات في العالم كما هو الحال في العديد من البلدان الأوروبية الأخرى، أصبح تكوين الأسرة أكثر ليبرالية، وزاد التعايش بين غير المتزوجين وانخفضت العلاقة بين الخصوبة والزواج في العقود الماضية؛ اعتبارًا من عام2017، كانت 49 ٪ من المواليد النساء غير متزوجات.

## تعليم
معدل الإلمام بالقراءة والكتابة في جمهورية التشيك مرتفع للغاية، وهو نفس معدل الإلمام بالقراءة والكتابة بين النساء والرجال 99٪ (تقديرات عام2011)، ومع ذلك، فقد أكمل الرجال (95٪) من النساء (92٪) المرحلة الثانوية (منظمة التعاون الاقتصادي والتنمية 2014).